# Olivier Sanrey

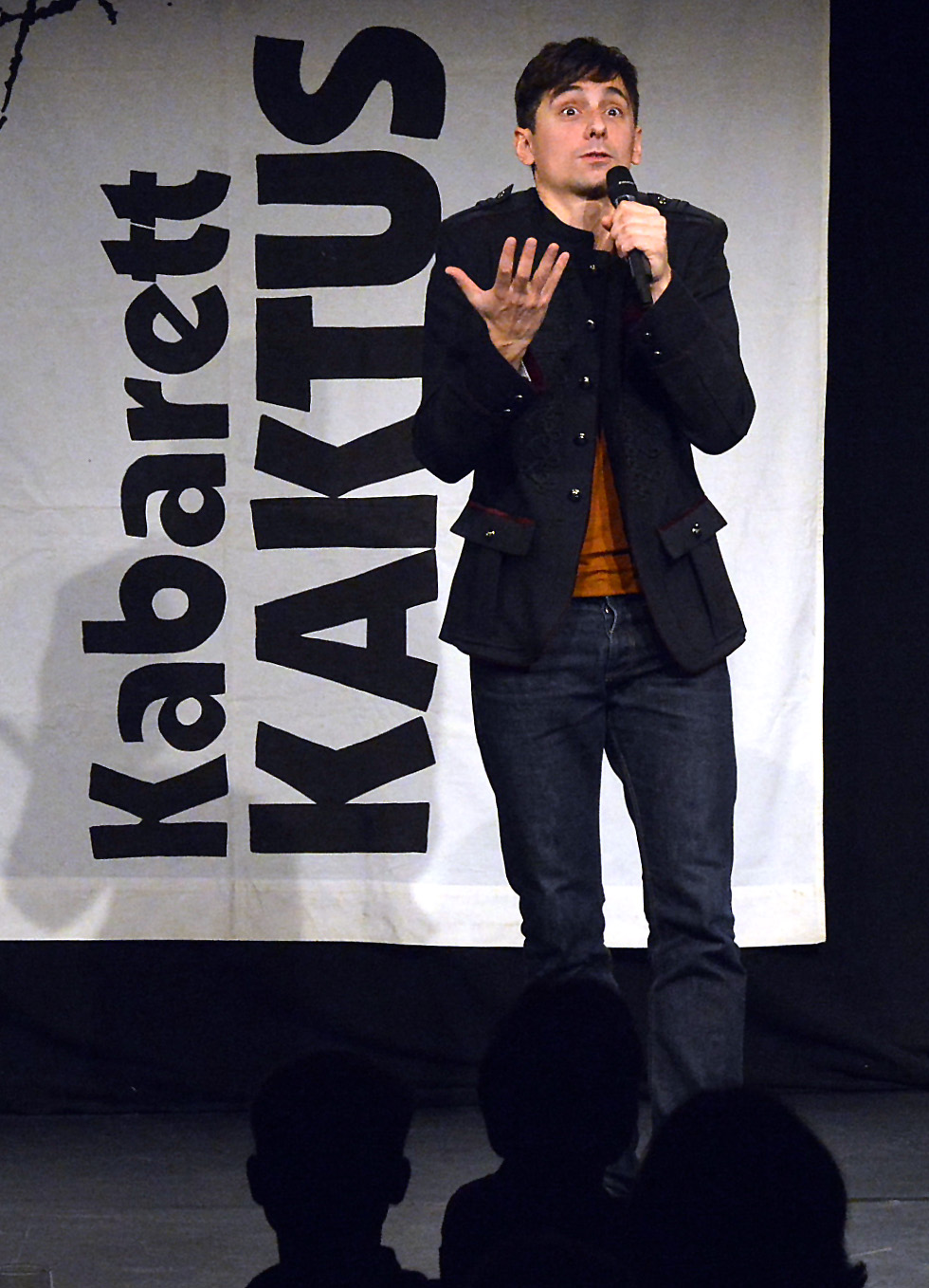
Olivier Sanrey, beim Kabarett Kaktus Siegerabend, 2012

Olivier Sanrey (* 1981 in Namur, Belgien) ist ein belgischer Kabarettist. Seit 2013 ist er mit seinem ersten Bühnenprogramm „Alle garstig!“ auf Tournee und gastiert auf verschiedenen Theaterbühnen in Deutschland, Österreich und in der Schweiz. Seit 2005 lebt er in München.

## Auszeichnungen
- 2012: Kabarett Kaktus München (2. Platz)
- 2013: Hallertauer Kleinkunstpreis (1. Platz)
- 2013: Freistädter Frischling (1. Platz Jury und Publikum)
- 2014: Quatsch Comedy Club Talentschmiede (2. Platz)
- 2014: Amici Artium Ottobrunn (1. Platz Jury und Publikum)
- 2014: Die Große Comedy Chance ORF  (1. Platz)
- 2015: Prix Pantheon (Nominiert)
- 2015: Stuttgarter Besen  (Nominiert)

## Fernsehen
- 2013: Comedy Contest –  NDR
- 2013: StandUpMigranten Folge 14 – Einsfestival
- 2014: StandUpMigranten Folge 17 – Einsfestival
- 2014: Die Große Comedy Chance – ORF
- 2014: Vereinsheim Schwabing – Bayerisches Fernsehen
- 2015: Prix Pantheon – WDR
- 2015: Stuttgarter Besen – SWR